# 악의 꽃 (1997년 영화)
《악의 꽃》(영어: (Inventing the Abbotts)은 미국에서 제작된 팻 오코너 감독의 1997년 시대극 성장 영화이다. 리브 타일러, 호아킨 피닉스, 빌리 크루덥, 제니퍼 코널리 등이 출연하였고, 론 하워드 등이 제작에 참여하였다.

## 출연진
- 리브 타일러
- 호아킨 피닉스
- 빌리 크루덥
- 제니퍼 코널리
- 윌 패튼
- 캐시 베이커
- 조애나 고잉
- 바버라 윌리엄스

## 기타 제작진
- 배역: 리사 브라몽 가르시아
- 미술: 게리 프룻커프
- 의상: 애기 거라드 로저스